# Osvobození Ovruče
Osvobození Ovruče proběhlo 17. listopadu 1943. Bylo provedeno partyzánskými oddíly Sovětů a Čechoslováků a nakonec i Rudou armádou.